# Holstein (Iowa)
Holstein es una ciudad ubicada en el condado de Ida en el estado estadounidense de Iowa. En el Censo de 2010 tenía una población de 1396 habitantes y una densidad poblacional de 359,81 personas por km².

## Geografía
Holstein se encuentra ubicada en las coordenadas 42°29′18″N 95°32′34″O / 42.48833, -95.54278. Según la Oficina del Censo de los Estados Unidos, Holstein tiene una superficie total de 3.88 km², de la cual 3.86 km² corresponden a tierra firme y (0.6%) 0.02 km² es agua.

## Demografía
Según el censo de 2010, había 1396 personas residiendo en Holstein. La densidad de población era de 359,81 hab./km². De los 1396 habitantes, Holstein estaba compuesto por el 97.71% blancos, el 0.07% eran afroamericanos, el 0.21% eran amerindios, el 0.14% eran asiáticos, el 0% eran isleños del Pacífico, el 0.72% eran de otras razas y el 1.15% pertenecían a dos o más razas. Del total de la población el 2.01% eran hispanos o latinos de cualquier raza.